# Днепров, Алексей Сергеевич
Алексе́й Серге́евич Днепро́в (укр. Олексій Сергійович Дніпров; род. 25 февраля 1982, Киев) — украинский политик, государственный деятель, заместитель министра образования и науки, молодёжи и спорта Украины в 2013—2015 годах, заместитель главы Администрации президента Украины (2015—2016). Заместитель Руководителя Офиса Президента Украины (2021—2024).

## Биография
Алексей Днепров родился в 1982 году в городе Киеве.
После получения среднего образования поступил в Академию труда и социальных отношений Федерации профсоюзов Украины, которую окончил в 2003 году. Также имеет дополнительное образование: дистанционный курс по устойчивому развитию и экологическому праву в Лундском университете, Институт повышения квалификации Национальной академии государственного управления при президенте Украины, Школа высшего корпуса государственной службы Национального агентства Украины по вопросам государственной службы. Кандидат юридических наук.
В 2003—2005 годах работал в Комитете по вопросам свободы слова и информации Аппарата Верховной рады Украины, вначале старшим консультантом секретариата, затем главным консультантом секретариата. В 2005 году возглавил Службу вице-премьера Украины, вскоре стал начальником Управления гуманитарной политики Секретариата Кабинета министров Украины. В 2011 году стал директором Департамента профессиональной экспертизы Секретариата Кабинета министров.
В 2013 году Днепров был назначен заместителем министра образования и науки, молодёжи и спорта Украины, а также руководителем аппарата министра. Днепров подписал письмо министерства образования и науки «О представлении обязательной статистической отчётности общеобразовательными учебными заведениями и региональными управлениями образования», согласно которому руководителям всех учебных заведений и управленцам предписывалось подавать статистическую отчётность с использованием программного комплекса «Украина. ИСУО Информационная система». При этом присоединением к этой системе, приобретением программного обеспечения и обслуживанием должна была заниматься частная фирма, которой и должны были платить за услуги образовательные учреждения. В связи с этой ситуацией председатель комитета Верховной рады по вопросам науки и образования Лилия Гриневич направила обращение в прокуратуру.
В том же году активно обсуждался законопроект № 1187 о реформе системы образования, разработанный Сергеем Киваловым, Николаем Сорокой и Григорием Калетником и получившим от студентов прозвище «КоСяК» (по первым буквам фамилий авторов). Согласно министерскому законопроекту, который представил депутатам Алексей Днепров, роль экзаменов для поступления в вузы Украины («Внешнее независимое оценивание») фактически нивелировалась. Кроме того, по этому закону сокращались стипендии, повышалась плата при учёбе на договорной основе и производилась централизация управления. После серии протестов со стороны активистов и парламентских обсуждений закон был принят в апреле 2014 года по ускоренной процедуре, в комплекте с другими вариантами реформ высшего образования.
Также во время работы заместителем министра Алексей Днепров подписал распоряжение о том, что работники Минобрнауки должны получать зарплату на карточки ПАО «Дочернего банка Сбербанка России».
С 3 февраля 2015 по 29 апреля 2016 года — заместитель главы Администрации президента Украины.
С 29 апреля 2016 по 9 июля 2021 года — Руководитель Аппарата Администрации (Офиса) Президента Украины.
1 ноября 2018 года включён в санкционный список России.
С 9 июля 2021 по 24 марта 2024 года — Заместитель Руководителя Офиса Президента Украины.

## Скандалы
По поводу фигуры Алексея Днепрова регулярно появляются протестные высказывания общественных деятелей Украины, а также периодически происходят акции протеста. Критике подвергается тот факт, что в отношении Днепрова не был выполнен закон о люстрации, несмотря на то, что он занимал высокую должность заместителя министра Дмитрия Табачника. Против самого экс-министра было возбуждено уголовное дело, Евросоюз и Канада ввели санкции, в 2016 году у него были арестованы денежные активы и заблокированы счета в Сбербанке. При этом в отношении Днепрова, по мнению ряда аналитиков и чиновников, была введена «индульгенция» от люстрации.
Согласно данным «Общественного люстрационного комитета», Днепров занял должность замглавы Администрации президента благодаря письму Национального агентства по вопросам государственной службы в адрес АП, в котором было указано, что «должность „заместитель министра — руководитель аппарата“ в указанной статье Закона [о люстрации] не предусмотрена». По мнению директора департамента по вопросам люстрации Татьяны Козаченко, оставляя на должности Днепрова, президент Украины Пётр Порошенко фактически саботирует закон о люстрации.
В феврале 2015 года у здания Администрации президента Украины активисты общественного движения «Відродження України» провели митинг с требованием отправить в отставку бывших чиновников Виктора Януковича. Особой критике митингующих подвергся Алексей Днепров.
В марте 2016 года Антикоррупционный комитет направил президенту требование уволить Алексея Днепрова по причине того, что он явным образом подпадает под действие закона о люстрации.

## Награды
- Орден «За заслуги» III степени — 27 июня 2012 года[1].
- Почётная грамота Кабинета Министров Украины — 23 декабря 2009 года[1].
- 28 апреля 2016 года присвоен Первый ранг государственного служащего, Указ президента Украины № 182/2016[23].